# Carga
Die Carga  war ehemals eine Massen- und Volumeneinheit in verschiedenen Ländern.

## Handelsgewicht
- Kolumbien: 1 Carga = 115 Kilogramm
- Mexiko: 1 Carga = 138 Kilogramm
- Peru: 1 Carga = 2 Bulto corriente = 69 Kilogramm
- Valencia: 1 Carga = 127,8 Kilogramm

## Getreidemaß
- Kolumbien: 1 Carga = 184 Liter (Weizen)
- Kreta: 1 Carga = 152,3 Liter
- Katalonien: 1 Carga = 175 Liter
- Mexiko: 1 Carga = 2 Fanega = 151,63 Liter
- Peru: 1 Carga =172,5 Liter (Reis)
- Yukatan: 1 Carga = 1 Fanega = 60,57 Liter

## Flüssigkeitsmaß
- Buenos Aires: 1 Carga = 114 Liter
- Katalonien: 1 Carga = 512 Petricons = 120,56 Liter